# UCI World Tour 2025
UCI World Tour 2025 är den 15:e upplagan av UCI World Tour, en serie cykeltävlingar som årligen anordnas av Internationella cykelunionen (UCI). Totalt 36 tävlingar arrangeras under året. Touren startade den 21 januari med Tour Down Under och avslutas den 19 oktober med Tour of Guangxi.

## Tävlingar
Tävlingsprogrammet meddelades i juni 2024 med 36 planerade tävlingar. Skillnaden från föregående år var ett nytt endagslopp i Danmark vid namn Copenhagen Sprint.
| Tävling                           | Datum                     | Vinnare                     | Tvåa                   | Trea                       |
| --------------------------------- | ------------------------- | --------------------------- | ---------------------- | -------------------------- |
| Tour Down Under                   | 21–26 januari             | Jhonatan Narváez (ECU)      | Javier Romo (ESP)      | Finn Fisher-Black (NZL)    |
| Cadel Evans Great Ocean Road Race | 2 februari                | Mauro Schmid (SUI)          | Aaron Gate (NZL)       | Laurence Pithie (NZL)      |
| UAE Tour                          | 17–23 februari            | Tadej Pogačar (SLO)         | Giulio Ciccone (ITA)   | Pello Bilbao (ESP)         |
| Omloop Het Nieuwsblad             | 1 mars                    | Søren Wærenskjold (NOR)     | Paul Magnier (FRA)     | Jasper Philipsen (BEL)     |
| Strade Bianche                    | 8 mars                    | Tadej Pogačar (SLO)         | Tom Pidcock (GBR)      | Tim Wellens (BEL)          |
| Paris–Nice                        | 9–16 mars                 | Matteo Jorgenson (USA)      | Florian Lipowitz (GER) | Thymen Arensman (NED)      |
| Tirreno–Adriatico                 | 10–16 mars                | Juan Ayuso (ESP)            | Filippo Ganna (ITA)    | Antonio Tiberi (ITA)       |
| Milano–Sanremo                    | 22 mars                   | Mathieu van der Poel (NED)  | Filippo Ganna (ITA)    | Tadej Pogačar (SLO)        |
| Katalonien runt                   | 24–30 mars                | Primož Roglič (SLO)         | Juan Ayuso (ESP)       | Enric Mas (ESP)            |
| Classic Brugge-De Panne           | 26 mars                   | Juan Sebastián Molano (COL) | Jonathan Milan (ITA)   | Madis Mihkels (EST)        |
| E3 Saxo Classic                   | 28 mars                   | Mathieu van der Poel (NED)  | Mads Pedersen (DEN)    | Filippo Ganna (ITA)        |
| Gent–Wevelgem                     | 30 mars                   | Mads Pedersen (DEN)         | Tim Merlier (BEL)      | Jonathan Milan (ITA)       |
| Dwars door Vlaanderen             | 2 april                   | Neilson Powless (USA)       | Wout van Aert (BEL)    | Tiesj Benoot (BEL)         |
| Flandern runt                     | 6 april                   | Tadej Pogačar (SLO)         | Mads Pedersen (DEN)    | Mathieu van der Poel (NED) |
| Baskien runt                      | 7–12 april                | João Almeida (POR)          | Enric Mas (ESP)        | Max Schachmann (GER)       |
| Paris–Roubaix                     | 13 april                  | Mathieu van der Poel (NED)  | Tadej Pogačar (SLO)    | Mads Pedersen (DEN)        |
| Amstel Gold Race                  | 20 april                  | Mattias Skjelmose (DEN)     | Tadej Pogačar (SLO)    | Remco Evenepoel (BEL)      |
| Vallonska pilen                   | 23 april                  | Tadej Pogačar (SLO)         | Kévin Vauquelin (FRA)  | Tom Pidcock (GBR)          |
| Liège–Bastogne–Liège              | 27 april                  | Tadej Pogačar (SLO)         | Giulio Ciccone (ITA)   | Ben Healy (IRL)            |
| Romandiet runt                    | 29 april – 4 maj          | João Almeida (POR)          | Lenny Martinez (FRA)   | Jay Vine (AUS)             |
| Eschborn–Frankfurt                | 1 maj                     | Michael Matthews (AUS)      | Magnus Cort (DEN)      | Jon Barrenetxea (ESP)      |
| Giro d’Italia                     | 9 maj – 1 juni            | Simon Yates (GBR)           | Isaac del Toro (MEX)   | Richard Carapaz (ECU)      |
| Critérium du Dauphiné             | 8–15 juni                 | Tadej Pogačar (SLO)         | Jonas Vingegaard (DNK) | Florian Lipowitz (GER)     |
| Tour de Suisse                    | 15–22 juni                | João Almeida (POR)          | Kévin Vauquelin (FRA)  | Oscar Onley (GBR)          |
| Copenhagen Sprint                 | 22 juni                   | Jordi Meeus (BEL)           | Alexis Renard (FRA)    | Emilien Jeannière (FRA)    |
| Tour de France                    | 5–27 juli                 | Tadej Pogačar (SLO)         | Jonas Vingegaard (DEN) | Florian Lipowitz (GER)     |
| Clásica de San Sebastián          | 2 augusti                 |                             |                        |                            |
| Polen runt                        | 4–10 augusti              |                             |                        |                            |
| Cyclassics Hamburg                | 17 augusti                |                             |                        |                            |
| / Renewi Tour                     | 20–24 augusti             |                             |                        |                            |
| Vuelta a España                   | 23 augusti – 14 september |                             |                        |                            |
| Bretagne Classic Ouest–France     | 31 augusti                |                             |                        |                            |
| Grand Prix Cycliste de Québec     | 12 september              |                             |                        |                            |
| Grand Prix Cycliste de Montréal   | 14 september              |                             |                        |                            |
| Lombardiet runt                   | 11 oktober                |                             |                        |                            |
| Tour of Guangxi                   | 14–19 oktober             |                             |                        |                            |